# Orimarga (Orimarga) distalis
Orimarga (Orimarga) distalis is een tweevleugelige uit de familie steltmuggen (Limoniidae). De soort komt voor in het Palearctisch gebied.